# Бобринський Володимир Олексійович (політик)
Граф Володимир Олексійович Бобринський (9 січня 1868 (28 грудня 1867), Санкт-Петербург, Російська імперія — 9 листопада 1927, Париж, Франція) — російський державний діяч, політик, депутат Державної думи Російської імперії II, III та IV скликань, один із лідерів Партії помірно-правих, лідер неослов'янського руху.

## Походження
Народився у Санкт-Петербурзі 28 грудня 1867 року (за новим стилем) в родині Олексія Бобринського, майбутнього міністра шляхів зв'язку (1871—1874), та його дружини Олександри Писарєвої.

Батьки Володимира Бобринського
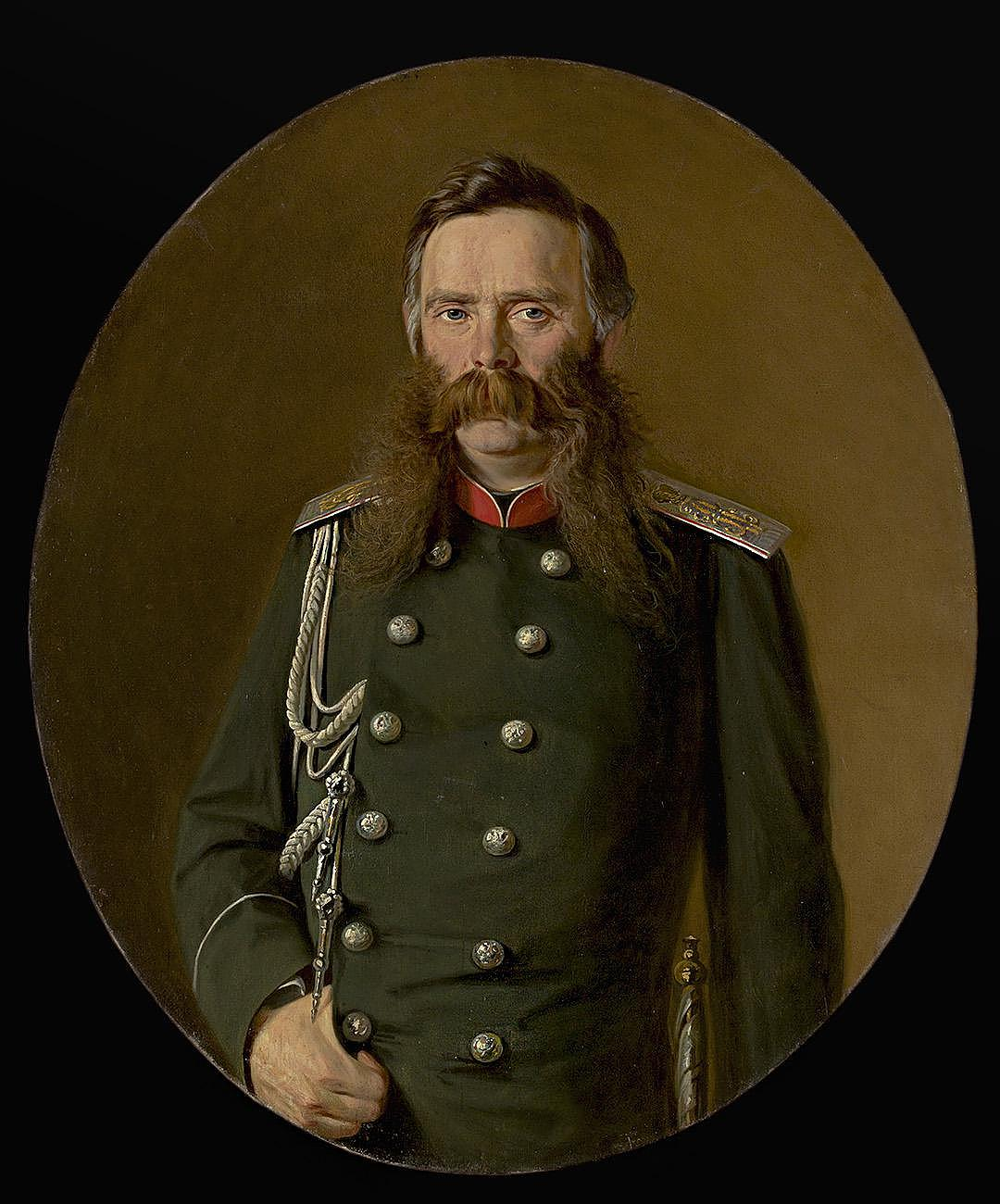
Олексій Бобринський
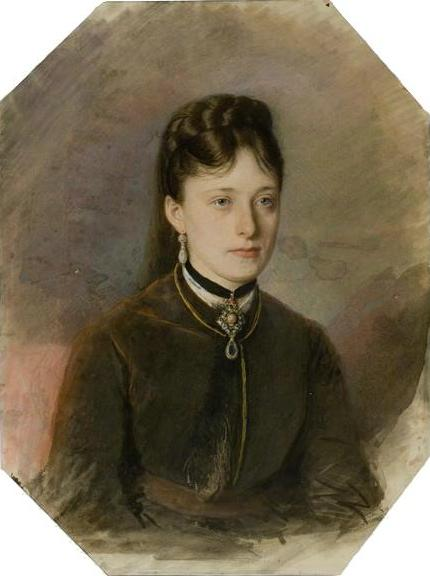
Олександра Писарєва

Походив з роду Бобринських. Був нащадком імператриці Катерини II за лінією її позашлюбного сина Олексія, народженого від графа Григорія Орлова.

## Освіта
Вищу освіту здобував на першому курсі Московського університету, проте був змушений покинути навчання через участь у студентських протестах (1887).
Вступив як однорічний охотник до лейб-гвардії Гусарського Його Величності полку. Згодом склав іспити у Михайлівському артилерійському училищі (1889), вийшов у запас в чині корнета (1891).
Навчався в Единбурзькому університеті та Паризькій школі політичних наук.

## Політична кар'єра
Гласний Богородицького повітового (1892), Тульського губернського (1897) земських зібрань, почесний мировий суддя (1893). У 1895—1898 роках був голова Богородицької повітової земської управи, член повітової училищної ради (1897). Отримав найвищу догану за публікацію листа про голод у Тульській губернії. Предводитель дворянства Богородицького повіту з 1904 року.
Один із засновників організації земців «За царя і порядок», що увійшла до тульського губернського відділу «Союзу російського народу» (1905).

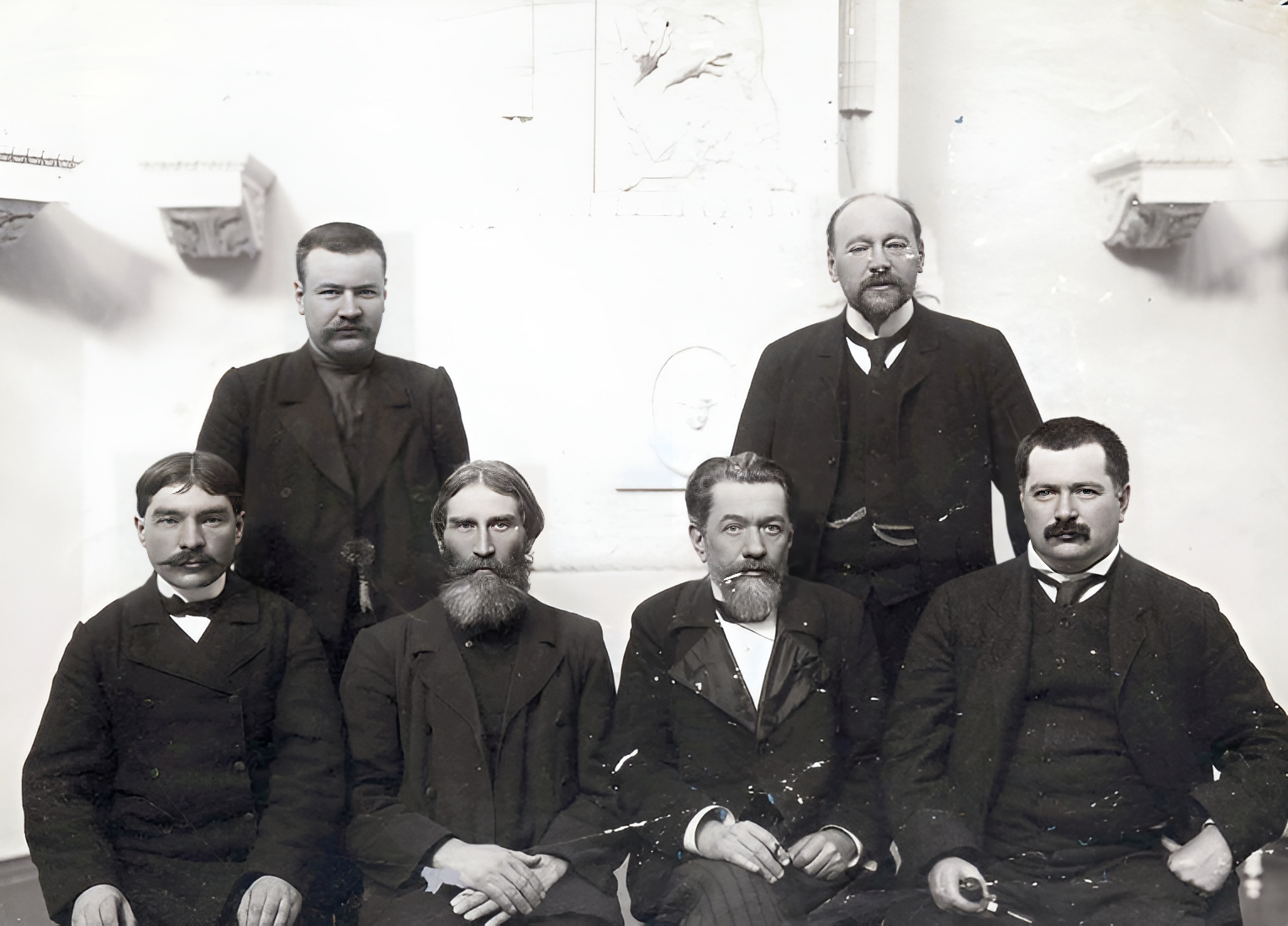
Депутати Державної думи II скликання від Тульської губернії (1907). Володимир Бобринський крайній справа, сидить

Тричі був обраний депутатом Державної думи Російської імперії від Тульської губернії: у II (1906—1907, октябристи, згодом помірно-праві), III (1907—1912, помірно-праві) та IV (1912—1917, помірно-праві та націоналісти) скликаннях. Був членом Головної ради Всеросійського національного союзу.
Після демобілізації з фронту Першої світової війни у липні 1915 року повернувся до парламентської діяльності. Став одним із лідерів націоналістів Прогресивного блоку. 5 листопада 1916 року обраний товаришем (заступником) голови Державної думи.
Був власником 12 000 десятин землі в Тульській області та цукрового заводу.

## Лідер неославізму

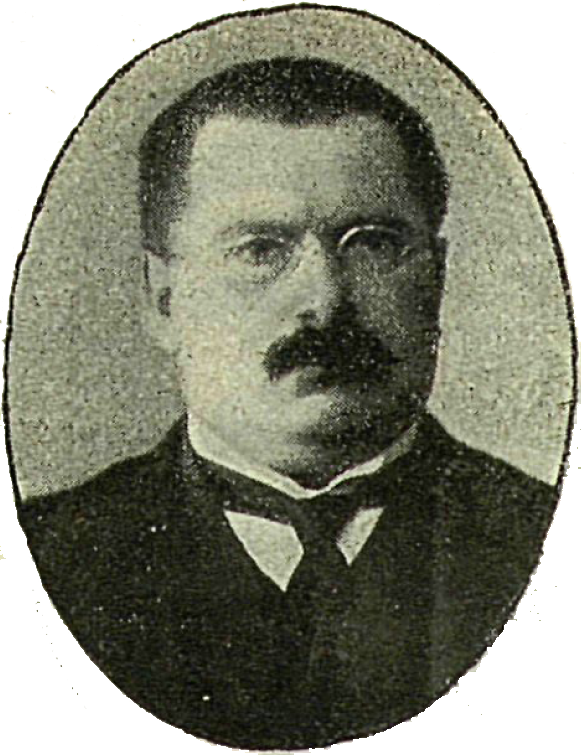
Володимир Бобринський, 1907

Володимир Бобринський був одним із лідерів неославістського руху. Брав участь у Празькому (1908) та Софійському (1910) слов'янських з'їздах.
У 1907 році очолив Галицько-руське благодійне товариство — російську організацію, що під маскою благодійництва підтримувала москвофільських діячів західноукраїнських земель, пропагувала анексію цих теренів Росією як «споконвічно російських земель».
За антиавстрійську діяльність був переслідуваний у Буковині, оголошений персоною нон-ґрата в Австро-Угорщині. Попри це, на початку 1914 року приїхав на Закарпаття, де на Другому Мараморош-Сигетському процесі свідчив на користь підсудних русинів, які навернулися до російського православ'я та були підозрювані у державній зраді.

## Перша світова війна

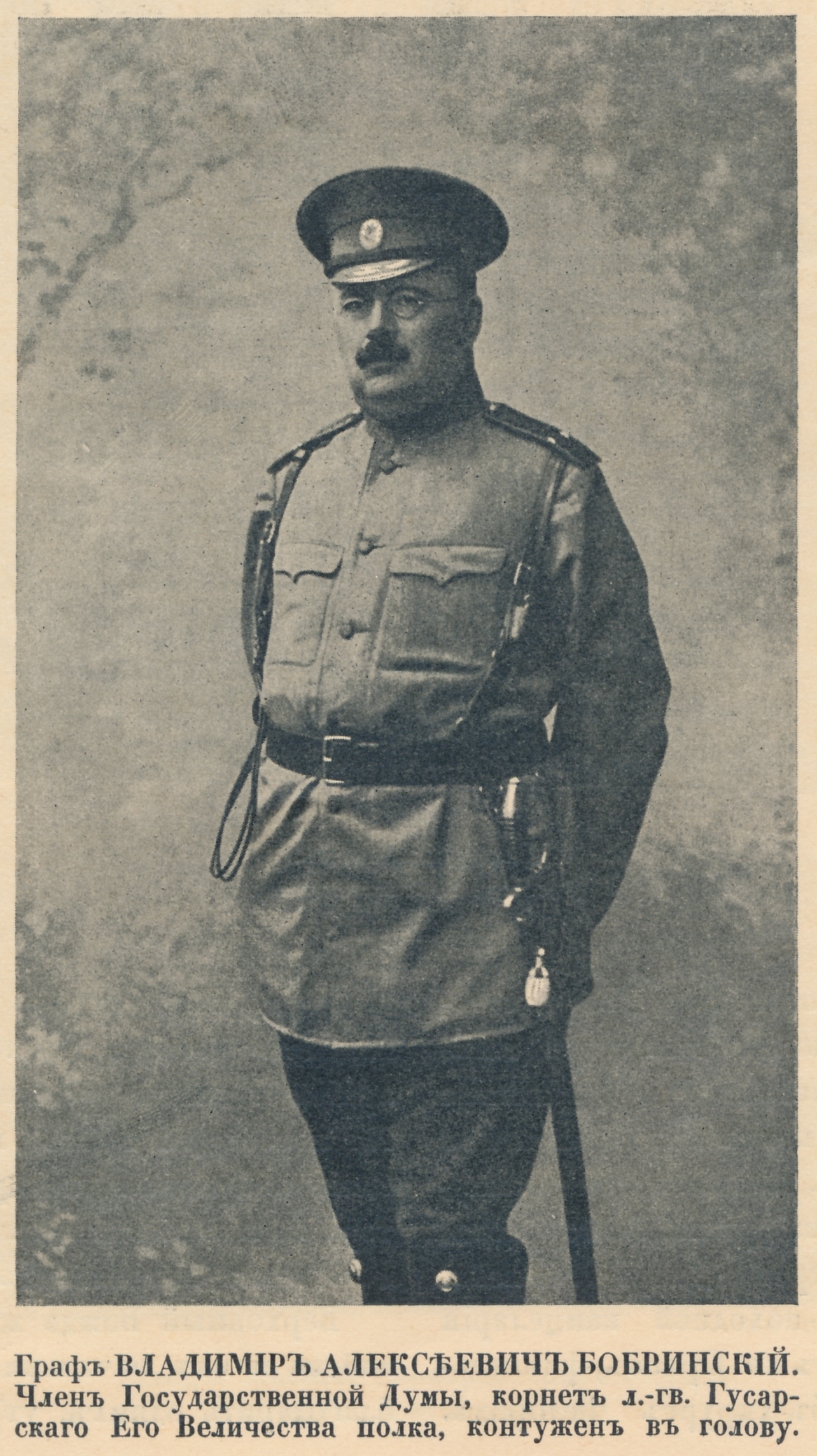
Володимир Бобринський на фронті Першої світової війни, 1914

На початку Першої світової війни повернувся до лейб-гвардії Гусарського Його Величності полку. Служив у VIII корпусі армії генерала Радка Димитрієва. Брав участь у боях Галицької битви у серпні 1914 року, дістав контузію. Тоді ж був нагороджений Орденом Святого Володимира IV степеня, отримав чин поручика. Згодом був чиновником особливих доручень при галицько-буковинському генерал-губернаторові. Демобілізувався у липні 1915 року.

## Участь у Російській революції та білому русі
До 2 жовтня 1917 року був членом Помісного собору з обрання Державної думи.
Під час Громадянської війни у Росії приєднався до білого руху. У 1918 році був членом антибільшовицької Ради державного об'єднання Росії, очолив монархічний союз «Наша родина» у Києві.

## У еміграції
Після поразки білого руху емігрував до Франції.
З 1921 року був членом Першого Всезакордонного Церковного Собору та Російської парламентської групи в Королівстві Сербів, Хорватів та Словенців. З 1924 року — голова правління Російського націонал-монархічного союзу в Новому Саді, співробітник канцелярії великого князя Кирила Володимировича, газети «Віра та вірність». Працював бухгалтером у Парижі.
Помер у Парижі 9 листопада 1927 року. Похований у родинному склепі на цвинтарі Монмартр.

## Родина

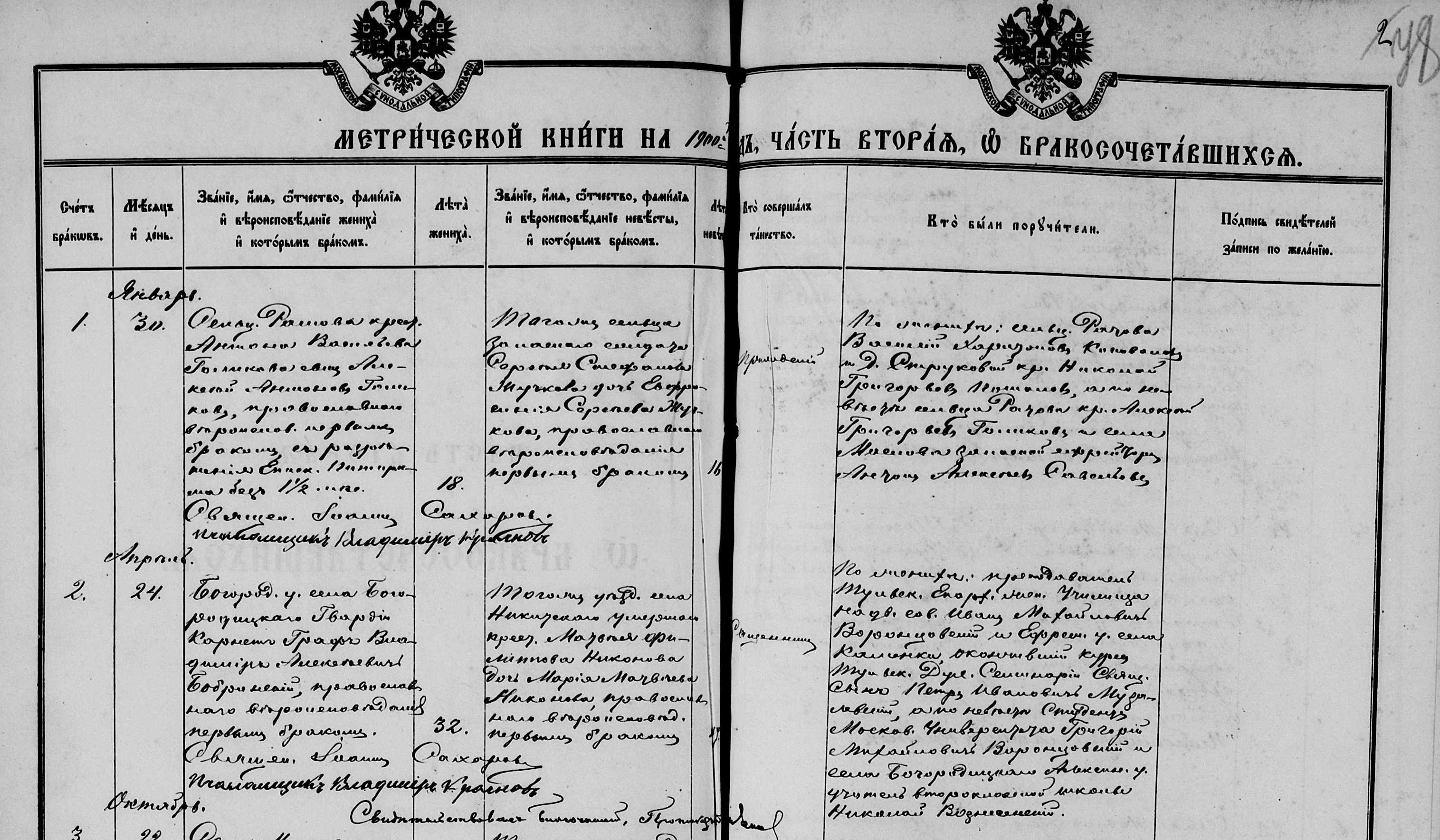
Запис у метричній книзі про одруження Володимира Бобринського та Марії Никонової

24 квітня 1900 року одружився з Марією Матвіївною Никоновою — кріпачкою села Нікітське Тульської губернії. Разом мали п'ятьох дітей:
- Георгій (1901—1985) — американський філолог;
- Наталія (1902—1992) — дружина Леоніда Байдака;
- Юлія (1904—1982);
- Софія (1908—2000);
- Олексій (1910—1974).

## Твори
- Письма митр. Антонию, еп. Арсению, министру внутренних дел // РГИА. Ф. 1101. Оп. 1. Д. 984. Л. 1-2; Ф. 465. Оп. 1. Д. 14. Л. 7; Д. 26. Л. 113.
- Письмо // Миссионерское обозрение. 1901. № 7/8. С. 66-69
- О конституционалистах-демократах, или Партии народной свободы. Звенигород, 1906.
- Сегодня. 1907. 29 октября.
- Пражский съезд. Чехия и Прикарпатская Русь. СПб., 1909.
- Россия и сокольство. СПб., 1909.
- К русским женщинам. СПб., 1910.
- Мысли и чувства на похоронах П. А. Столыпина // Государственная деятельность председателя Совета министров статс-секретаря Петра Аркадьевича Столыпина. СПб., 1911. Ч. 3. С. 308—314.
- Возвращение в лоно Православной Церкви униатов Червонной Руси и гонение на них со стороны поляков. Минск, 1912.
- Пробный камень славянского братства // Ладо. Сб. литературно-общественный. СПб., 1912. С. 136—141.
- Вестник Всероссийкого национального союза. 1912. № 8.
- Ростовский-на-Дону листок. 1912. 27 мая, 1 июля.
- [Речи] // Националисты в 3-й Государственной думе. СПб., 1912. С. 21, 76-79, 101—104, 129—158, 308—324.
- [Речи] // Государственная дума. IV созыв. Стенографические отчеты. Сессия I—V. СПб., 1913—1917.
- Львовское дело «о государственной измене» (К русской печати). СПб., 1914.